# Уступи место завтрашнему дню
«Уступи место завтрашнему дню» (англ. Make Way for Tomorrow) — мелодраматический кинофильм режиссёра Лео Маккэри, вышедший на экраны в 1937 году. Фильм основан на пьесе Хелен и Ноа Лири, которая, в свою очередь, была написана по роману Джозефины Лоуренс «Долгие годы» (англ. The Years Are So Long).

## Сюжет
Пожилая пара — Баркли и Люси Куперы — прожили вместе 50 лет и воспитали пятерых детей. Однажды родители собирают их вместе и объявляют неприятную новость: со времени выхода на пенсию их доходы стали слишком малы, чтобы платить по счетам, и теперь банк забирает у них дом. Старший из сыновей, Джордж, предлагает матери пока пожить у него, отцу — у дочери Коры, а там будет видно. На том и порешили. Впервые за полвека Баркли и Люси вынуждены расстаться и оказаться в непривычной и не всегда приятной обстановке…

## В ролях
- Бьюла Бонди — Люси Купер, мать
- Виктор Мур — Баркли Купер, отец
- Томас Митчелл — Джордж Купер, сын
- Фэй Бейнтер — Анита Купер, жена Джорджа
- Морис Москович — Макс Рубенс
- Элизабет Рисдон — Кора Пэйн, дочь
- Минна Гомбелл — Нелли Чейз, дочь
- Рэй Майер — Роберт, сын
- Портер Холл — Харви Чейз, муж Нелли
- Ральф Ремли — Билл Пэйн, муж Коры
- Барбара Рид — Рода Купер, дочь Джорджа и Аниты
- Луиз Биверс — Мейми, служанка
- Луис Джин Хейдт — доктор

Стихотворение «Are You Afraid», которое читает героиня Бьюлы Бонди, написано Лео Робином (Leo Robin).

## Наследие
Режиссёр Лео Маккэри считал «Уступи место завтрашнему дню» своей лучшей работой, хотя фильм не получил своевременного признания из-за своей мрачной атмосферы, так в одном из интервью он говорил: «Если у меня и есть талант, то он вполне проявился в этом фильме». Принимая премию «Оскар» за режиссуру фильма «Ужасная правда», вышедший в том же 1937 году, он заявил: «Спасибо, но вы дали её не за тот фильм».
По словам Орсона Уэллса, фильм «заставил бы плакать даже камень». Лента также вдохновила Ясудзиро Одзу на работу над его «Токийской повестью».
Известный кинокритик Жак Лурсель выделяя картину «как вернейшее доказательство превосходства кинематографа над другими формами драматического искусства» (по скорости вовлечения зрителя в сюжет и степени эмоционального воздействия) писал, что несмотря на то, что фильм «...был не понят публикой, однако всегда пользовался огромным уважением среди коллег-режиссёров; среди режиссёров поколения Маккэри и следующего поколения это название стало паролем, показателем того, каких высот выразительности, при всех ограничениях, способно добиться голливудское кино».
По словам Роджера Эберта,

«Уступи место завтрашнему дню» (1937) — это почти забытый американский фильм, снятый во времена депрессии… Это не мелодраматическая лента, рассчитанная на слёзы. Она столь трудна, что не могла бы быть снята в наше время, когда даже истории о болезни Альцгеймера хорошо заканчиваются… Фильм спокойно, почти хладнокровно рассматривает ситуацию и то, как она развивается. Никакой спешки. То же самое можно сказать про «Токийскую повесть». Самые сильные фильмы часто просто показывают тебе события без указаний, как к ним относиться. Замечательно, что столь правдивый и безжалостный фильм был снят в Голливуде в 1937 году.
Оригинальный текст (англ.)"Make Way for Tomorrow" (1937) is a nearly-forgotten American film made in the Depression... The movie is not a melodramatic tearjerker. It's so tough it might not be filmable today, when even Alzheimer's stories have happy endings... It calmly, almost dispassionately, regards the situation and how it plays out. No spin. It is the same with "Tokyo Story." The most powerful films often simply show you events without instructing you how to feel about them. It is remarkable that a film this true and unrelenting was made by Hollywood in 1937.

По сценарию Виньи Делмар в Театре им. Моссовета был поставлен знаменитый спектакль «Дальше — тишина…» (реж. А. Эфрос, в главных ролях Ф. Раневская и Р. Плятт).
В 2010 году фильм был помещен в Национальный реестр фильмов США.